# Ningauis
Die Ningauis (Ningaui) sind eine Gattung kleiner, mäuseähnlicher Beutelsäuger aus der Familie der Raubbeutler (Dasyuridae). Diese Tiere bewohnen trockene Regionen in Australien und wurden erst in den 1970er Jahren wissenschaftlich beschrieben.
Mit einer Kopfrumpflänge von 46 bis 57 Millimetern und einem Gewicht von 2 bis 13 Gramm sind Ningauis die kleinsten Beuteltiere überhaupt. Ihr Körperbau ist mäuseähnlich, ihr langes Fell ist an der Oberseite braun oder schwarz gefärbt, die Unterseite ist gelb. Der Schwanz ist länger als der Körper und gleichmäßig leicht behaart.
Über die Lebensweise dieser Tiere ist wenig bekannt. Ihr Lebensraum sind Grasländer, Savannen und Halbwüsten. Sie sind nachtaktiv und verbringen den Tag in Erdhöhlen oder hohlen Baumstämmen oder im Dorngestrüpp verborgen. Bei kühlerer Temperatur oder in Zeiten des Nahrungsmangels können sie kurz in einen Torpor (Kältestarre) verfallen, um Energie zu sparen. Ihre Nahrung besteht aus Insekten und anderen Wirbellosen.
Weibchen haben sechs oder sieben Zitzen und einen einfachen Beutel. Nach 13- bis 21-tägiger Tragzeit kommen bis zu sieben Jungtiere zur Welt. Ihre ersten sechs Lebenswochen verbringen sie im Beutel der Mutter, nach weiteren sechs Wochen werden sie selbständig. Das älteste Alter eines Tieres in Gefangenschaft betrug 2,5 Jahre, in freier Natur dürften nur wenige Tiere lang genug leben, um sich ein zweites Mal fortzupflanzen.
Es gibt drei Arten von Ningauis:
- Das Pilbara-Ningaui (Ningaui timealeyi) ist die kleinste Art. Es bewohnt die Pilbara-Region im nördlichen Western Australia.
- Das Südliche Ningaui (Ningaui yvonneae) ist im Süden Australiens (vom südlichen Western Australia bis New South Wales und Victoria) verbreitet.
- Das Wongai-Ningaui (Ningaui ridei) ist im westlichen Teil des Landesinneren von Australien beheimatet.